# Pávlos Fýssas
Pávlos Fýssas (grec moderne : Παύλος Φύσσας) est un rappeur et antifasciste grec, né le 10 avril 1979 et assassiné le 18 septembre 2013 à Keratsíni, une banlieue d'Athènes. Il est aussi connu sous le nom de scène Killah P.
Son assassinat est le fait d'un membre du parti grec d'extrême droite Aube dorée.

## Biographie
Killah P est actif sur la scène hip-hop athénienne depuis 1997, organisant des concerts antifascistes et s'impliquant dans différentes actions sociales. Il est membre du syndicat des métallurgistes du Pirée et proche de la coalition de partis anticapitalistes Antarsya.

## Assassinat
Le 17 septembre 2013, vers 23 heures, une cinquantaine de militants d'Aube dorée se rassemblent sur ordre de l'un des dirigeants du parti, Yórgos Roupakiás, et s’arment de battes de baseball et de couteaux. Pavlos Fyssas a été vu avec des amis dans un café pour regarder un match de football. Il est poignardé par Yórgos Roupakiás et décède peu après à l'hôpital Tzanio du Pirée,.

## Conséquences

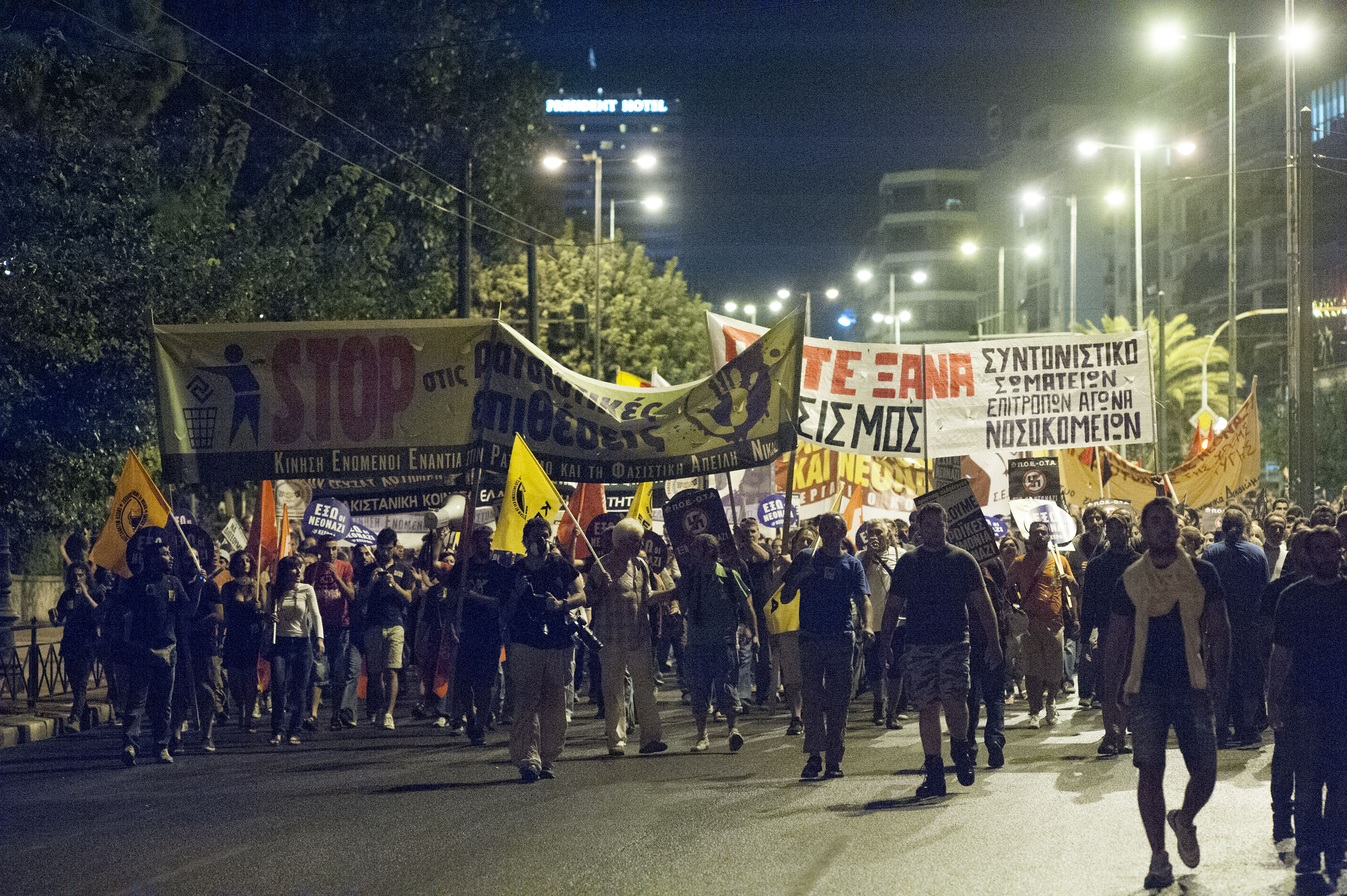
Manifestation antifasciste devant les bureaux d'Aube dorée à Athènes, le 25 septembre.

Roupakiás est arrêté le soir même et ses liens étroits avec Aube dorée sont rapidement mis à jour. Le militant néonazi est en effet employé, tout comme sa femme et sa fille, par la section locale du parti.
L'enquête policière s'oriente rapidement vers le parti Aube dorée, dont les locaux sont perquisitionnés dès le lendemain de l'assassinat. Le même jour, 5 000 personnes, militants d'extrême gauche pour la plupart, manifestent dans les rues de Keratsíni.
Les obsèques de Fýssas, célébrées le 19 septembre 2013, rassemblent près de 2 000 personnes.
Au cours de la semaine suivante, les manifestations antifascistes se multiplient tandis que l'enquête policière se poursuit. Le 27 septembre, les députés d'Aube dorée menacent de démissionner pour protester contre la mise en cause de leur parti dans la mort de Fýssas. Le samedi 28 septembre, le chef historique d'Aube dorée, Nikólaos Michaloliákos, quatre autres députés et douze membres du parti sont arrêtés.

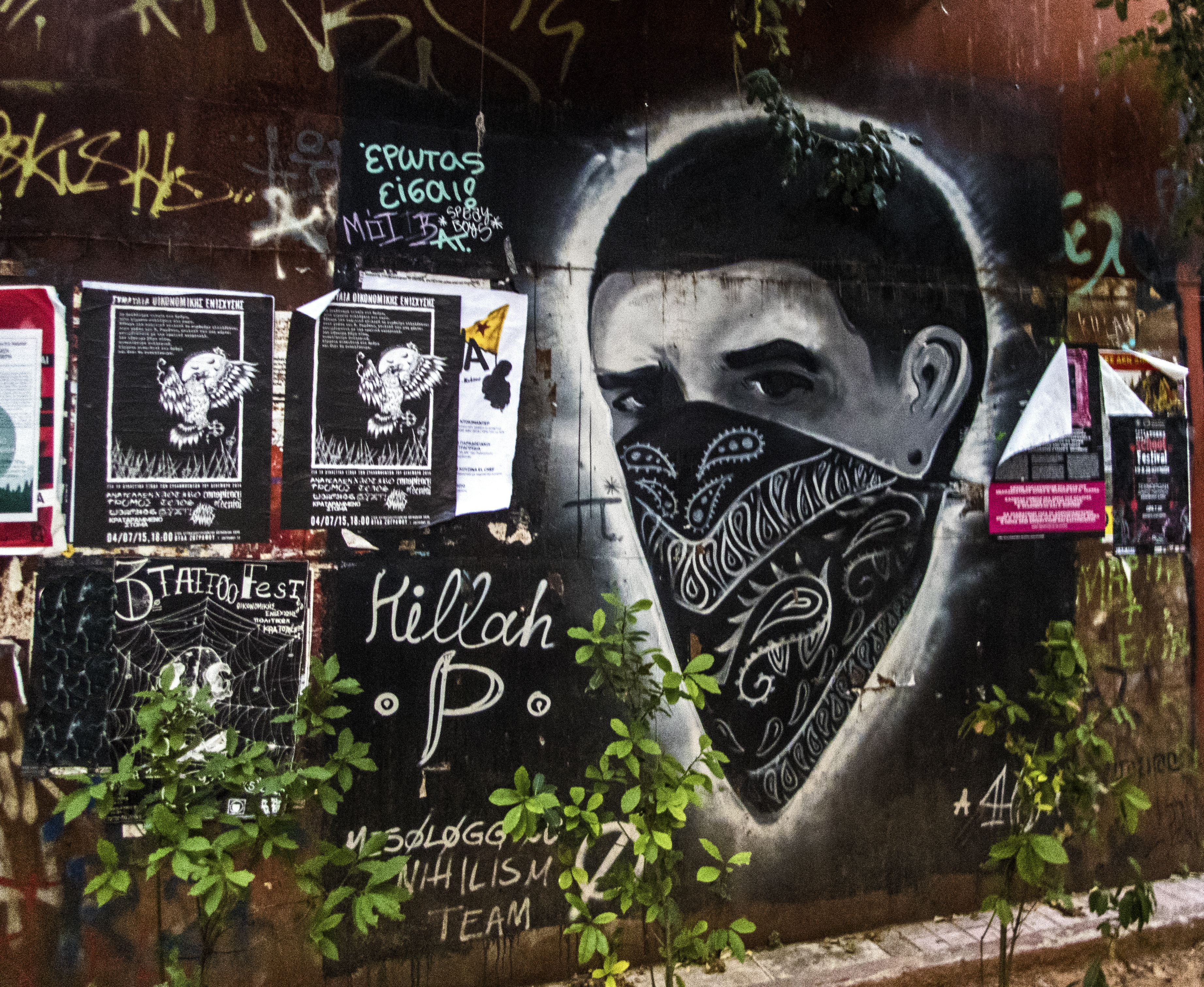
Graffiti en hommage à Pávlos Fýssas.

Le 1er novembre 2013, deux membres d'Aube dorée sont assassinés devant un local du parti à Athènes. Le double meurtre est revendiqué le 16 novembre par un groupe d'extrême gauche jusqu'alors inconnu, en représailles de l'assassinat de Pávlos Fýssas.
Le procès de 69 membres d'Aube dorée, dont le chef Nikólaos Michaloliákos et Chrístos Pappás, qui devait se tenir à la prison de Korydallós, est suspendu dès le premier jour, le 20 avril 2015, et reporté pour des raisons de procédure au 7 mai. Les accusés sont soupçonnés d'être aux commandes d'une organisation criminelle. Parmi les accusés figurent les auteurs présumés du meurtre de Fýssas et de deux autres agressions : la tentative de meurtre de quatre pêcheurs égyptiens en juin 2012 et l'attaque de syndicalistes communistes en septembre 2013.
Le 17 septembre 2015, Nikólaos Michaloliákos admet au nom d'Aube dorée « la responsabilité politique » de l'assassinat.
L'avocate de la famille de Pávlos Fýssas est agressée en 2018 par une dizaine de militants d’extrême droite munis de barres de fer.
Le meurtre de Pávlos Fýssas est le principal événement d'une série d'actions violentes des membres d'Aube dorée au cours des années 2010, qui inclut aussi des tentatives de meurtre et des agressions, qui aboutira au reclassement d'Aube dorée comme organisation criminelle par la justice grecque. Lors du même jugement, Yórgos Roupakiás est reconnu coupable de l'assassinat et risque la prison à perpétuité. 45 députés et membres d'Aube dorée sont aussi condamnés à cette occasion pour appartenance à une organisation criminelle, dont son dirigeant et fondateur Michaloliákos.
Le 27 avril 2021, après la levée de son immunité parlementaire, l'eurodéputé Ioánnis Lagós est arrêté à Bruxelles. Ancien cadre d'Aube dorée, il avait été condamné en octobre 2020, mais s'était réfugié en Belgique.

## Hommages
En novembre 2015, la rue Panagís Tsaldáris où s'est déroulé l'assassinat est renommée en rue Pávlos Fýssas. Un monument en son honneur y est également érigé. La cérémonie d'inauguration de la plaque de rue est suivie par plusieurs concerts de hip-hop.